# Epi
Epi (fr. Épi; dawniej Tasiko, Volcano Island) – wyspa pochodzenia wulkanicznego położona na Oceanie Spokojnym, w archipelagu Nowych Hebrydów. Wchodzi w skład państwa Vanuatu, jego prowincji Shefa. Wyspę w 2009 zamieszkiwało 5,2 tys. osób.